# 下東条村
下東条村（しもとうじょうむら）は、兵庫県加東郡にあった村。現在の小野市の北東部にあたる。

## 地理
- 河川：東条川、万勝寺川

## 歴史
- 1889年（明治22年）4月1日 - 町村制の施行により、下番村・中番村・菅田村・小田村・船名村・浮坂村・曽根村・脇本村・池田村・中谷村・万勝寺の区域をもって発足。
- 1954年（昭和29年）12月1日 - 小野町・河合村・来住村・市場村・大部村と合併して小野市が発足。同日下東条村廃止。

## 経済

### 産業
農業
『大日本篤農家名鑑』によれば、下東条村の篤農家は「眞島宇之介、藤井直七、吉田武成、西村隆次、土肥信太郎」などがいた。

## 出身・ゆかりのある人物
- 西村真太郎（衆議院議員）